# میرتیتسه (ناحیه بنشوف)
میرتیتسه (به چکی: Miřetice) یک منطقهٔ مسکونی در جمهوری چک است که در ناحیه بنشوو واقع شده‌است.